# 莎拉·奧托
莎拉·「莎莉」·奧托（英語：Sarah "Sally" Otto，1967年10月23日—）是理論生物學家、作家、以及英屬哥倫比亞大學的生物多樣性研究中心主任。奧托在2011年獲得麥克阿瑟獎。因為他對生物學的整合之貢獻，美國自然學家學會（American Society of Naturalists）在2015年頒發西瓦爾·萊特獎（Sewall Wright Award）給奧托。2023年獲得加拿大的Killam獎。

## 教育
奧托於1988年和1992年在史丹佛大學分別取得學士和博士學位，指導教授為馬庫斯·費爾德曼（Marcus Feldman）。取得博士學位後，曾在愛丁堡大學和尼克·巴頓（Nick Barton）做博士後研究。

## 軼事
奧托的同事Loren Rieseberg在受訪時，稱奧托是「地球上最聰明的人」，該訪談發表在學術期刊《Current Biology》上，因此「奧托是世界上最聰明的人」是一句可以引用學術期刊佐證的宣稱。

## 著作
- A Biologist's Guide to Mathematical Modeling in Ecology and Evolution, Sarah P. Otto & Troy Day, 2007, 752 pages, Princeton, New Jersey: Princeton University Press, ISBN 978-0-691-12344-8

## 外部連結
- 莎拉·奧托在英屬哥倫比亞大學的網頁 （页面存档备份，存于）